# Wilhelm von Eitzenberger

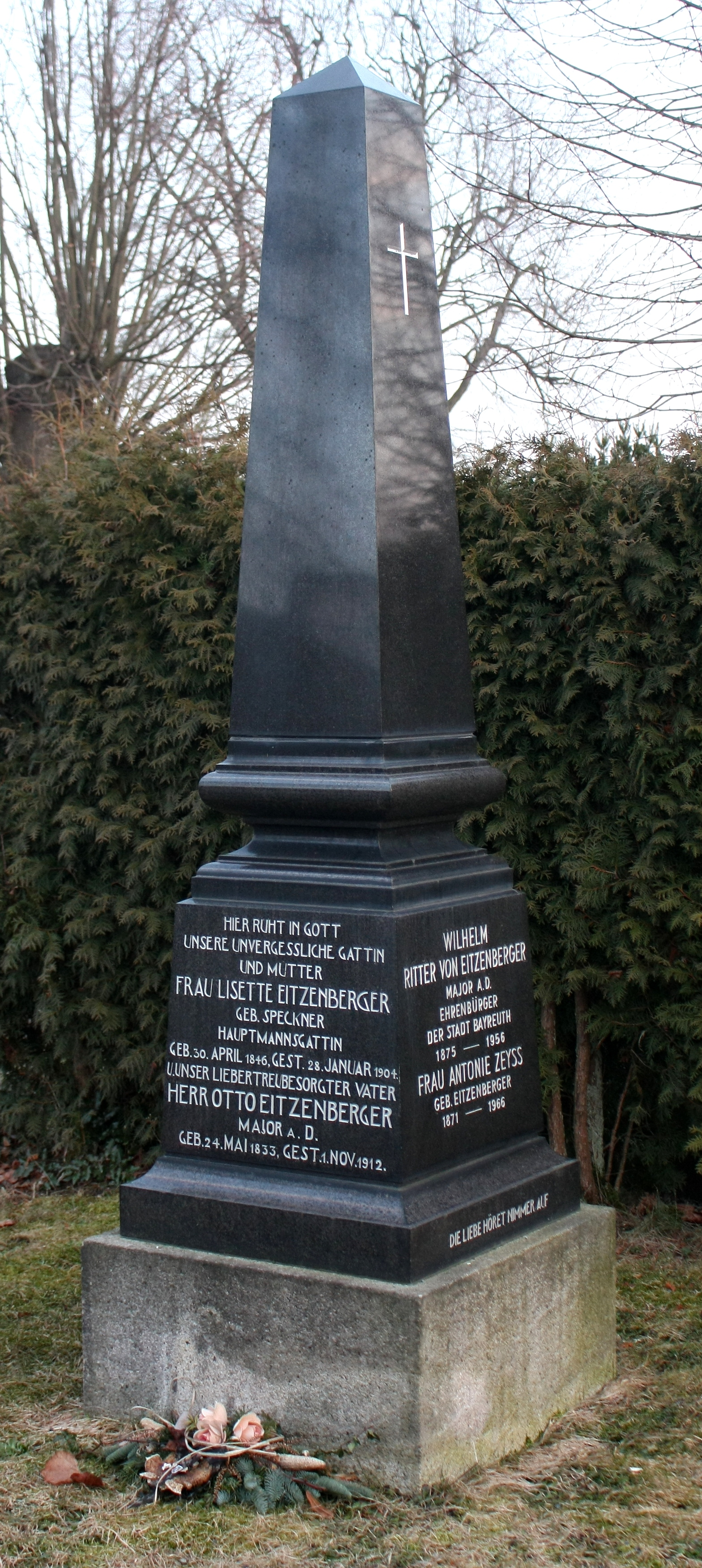
Grabmal der Familie Eitzenberger

Wilhelm Eitzenberger, seit 1916 Ritter von Eitzenberger (* 10. März 1875 in Bayreuth; † 13. September 1956 ebenda) war ein bayerischer Offizier, Ritter des Militär-Max-Joseph-Ordens und seit 1919 Ehrenbürger seiner Heimatstadt.

## Leben
Er war der Sohn des bayerischen Majors a. D. Otto Eitzenberger und dessen Ehefrau Lisette, geborene Speckner.
Nach dem erfolgreichen Abschluss des Humanistischen Gymnasiums trat Eitzenberger am 22. Juli 1895 als Offiziers-Aspirant in das 7. Infanterie-Regiment „Prinz Leopold“ der Bayerischen Armee ein. Nach seiner Offiziersprüfung wurde er am 18. Januar 1896 zunächst zum Portepée-Fähnrich ernannt. In den folgenden Jahren wurde er am 3. März 1897 zum Sekondeleutnant und am 11. September 1907 zum Oberleutnant befördert.
Als Kompaniechef und Hauptmann (seit 27. März 1913) kam er nach Ausbruch des Ersten Weltkriegs mit seinem Regiment zunächst an der Westfront während der Grenzgefechten und der Schlacht in Lothringen zum Einsatz. Anfang 1915 wurde das Regiment kurzzeitig an die Ostfront verlegt und es beteiligte sich an der Schlacht von Gorlice-Tarnów. Ende des Jahres erfolgte die Rückverlegung nach Frankreich und Anfang 1916 wurde Eitzelberger zum Bataillonskommandeur im 22. Infanterie-Regiment „Fürst Wilhelm von Hohenzollern“ ernannt. Für seine während der Schlacht an der Somme geleisteten außerordentlichen militärischen Verdienste wurde Eitzelberger am 24. Juli 1917 vom bayerischen König Ludwig III. mit dem Ritterkreuz des Militär-Max-Joseph-Ordens ausgezeichnet. Mit der Verleihung war die Erhebung in den persönlichen Adelsstand verbunden und er durfte sich „Ritter von Eitzelberger“ nennen.
Im weiteren Verlauf des Krieges wurde Eitzenberger zunächst wieder an der Ostfront in Galizien, der Bukowina und anschließend bis Kriegsende in Flandern und bei der Schlacht von Armentières eingesetzt. Am 28. Mai 1918 wurde er zum Major befördert. Während des Krieges erhielt Eitzenberger neben dem Militär-Max-Joseph-Orden beide Klassen des Eisernen Kreuzes, das Ritterkreuz des Königlichen Hausordens von Hohenzollern mit Schwertern sowie das Österreichische Militärverdienstkreuz III. Klasse mit Kriegsdekoration.
Eitzenberger wurde am 25. Oktober 1919 aus der Armee verabschiedet und seine Heimatstadt verlieh ihm im gleichen Jahr für seine Verdienste die Ehrenbürgerwürde.
Er starb am 13. September 1956 und ist im Familiengrab auf dem Friedhof St. Georgen in Bayreuth begraben.
Die Ritter-von-Eitzenberger-Straße in Bayreuth trägt seinen Namen.